# ميهالي ماير
ميهالي ماير (بالمجرية: Mayer Mihály)‏ هو لاعب كرة الماء مجري، ولد في 27 ديسمبر 1933 في بودابست في المجر، وتوفي بنفس المكان في 4 سبتمبر 2000.

## وصلات خارجية
- ميهالي ماير على موقع الاتحاد الدولي للسباحة (الإنجليزية)
- ميهالي ماير على موقع قاعة مشاهير السباحة العالمية (الإنجليزية)
- ميهالي ماير على موقع اللجنة الأولمبية الدولية (الإنجليزية)
- ميهالي ماير على موقع أوليمبيديا (الإنجليزية)
- ميهالي ماير على موقع اللجنة الأولمبية المجرية (الهنغارية)